# AC IV Sentinel
AC IV Sentinel (Австралийский Крейсерский танк Mk. IV) — крейсерский танк, разработанный в Австралии во время Второй мировой войны как преемник AC III Sentinel. Как и его предшественники, AC IV должен был иметь цельный литой корпус и башню. Самой важной характеристикой AC IV было использование орудия QF 17 pounder.

## История создания

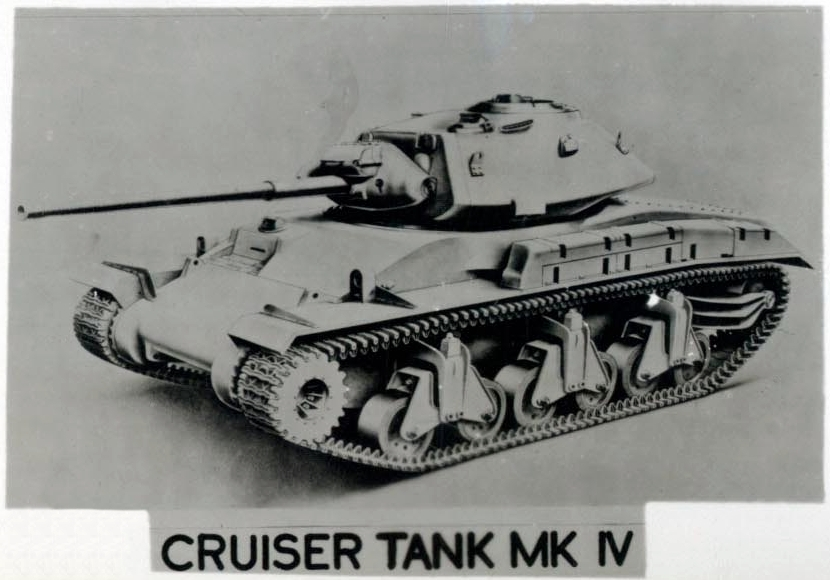
Художественная иллюстрация танка AC IV Sentinel 1943 года по производственным чертежам

Сомнения относительно полезности QF 25 pounder в AC III и ограниченная способность этой пушки пробивать броню привели к экспериментам с QF 17 pounder, установленной на AC IV Sentinel.
Башня была построена и смонтирована на одной из более ранних разработок, чтобы оценить способность машины установить самое передовое противотанковое орудие союзников того времени — британское орудие QF 17 pounder. Это было достигнуто за счет установки двух 25-фунтовых пушек-гаубиц, которые при совместном выстреле значительно превышали бы отдачу 17-фунтовой орудия. В этой конфигурации танк прошел испытания 2 ноября 1942 года. 
В рамках программы было одобрено построить в общей сложности 510 танков AC IV Sentinel. К моменту завершения программы в июле 1943 года проект еще не был завершен.

## Описание конструкции
Танк был оснащен 17-фунтовой пушкой, а после успешных артиллерийских испытаний 17 ноября 1942 года QF 17 pounder была выбрана для конструкции AC IV Sentinel. Для AC IV 17-фунтовая пушка должна была быть установлена в новой, более крупной башне, прикрепленной к башенному кольцу диаметром 70 дюймов (1778 мм), пространство для которого было приспособлено за счет изменений в верхней части корпуса, разрешенных компактностью конструкции. Конструкция танка была разработана, однако она подверглась доработке, чтобы изменить внутреннюю укладку и включить новые функции, которые ранее не рассматривались, такие как удаление корзины башни, добавление гиростабилизатора и замена гидравлической траверсы на электрическую систему и торсионную подвеску для спиральной пружины, использовавшейся до этого момента.